# Dichorragia nesimachus
Dichorragia nesmachus là một loài bướm thuộc họ Nymphalidae được tìm thấy ở châu Á.

## Hình ảnh

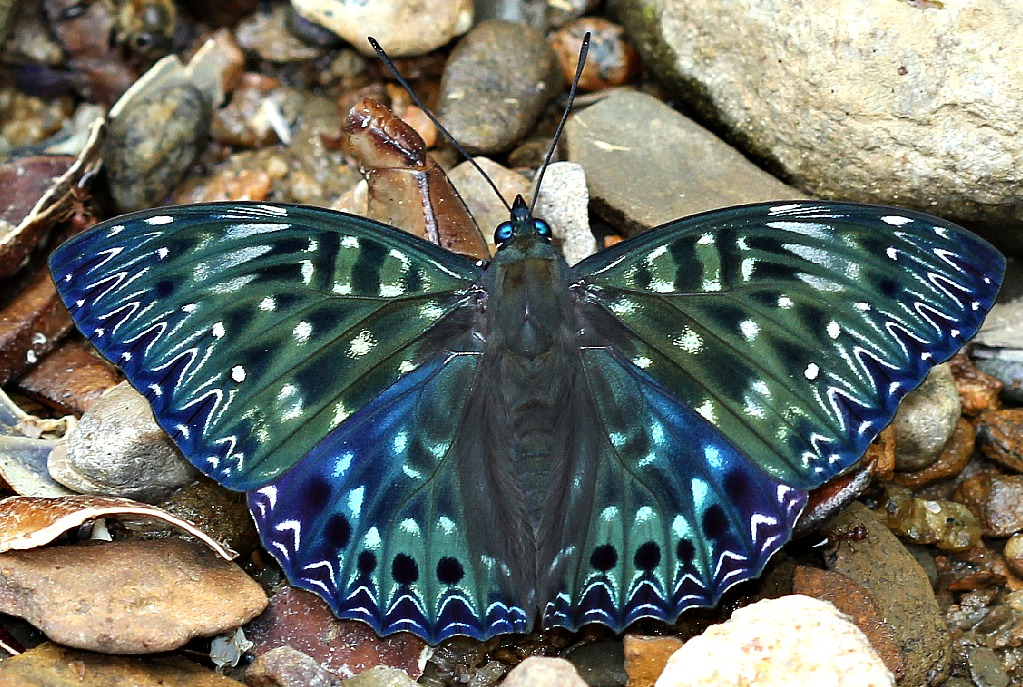
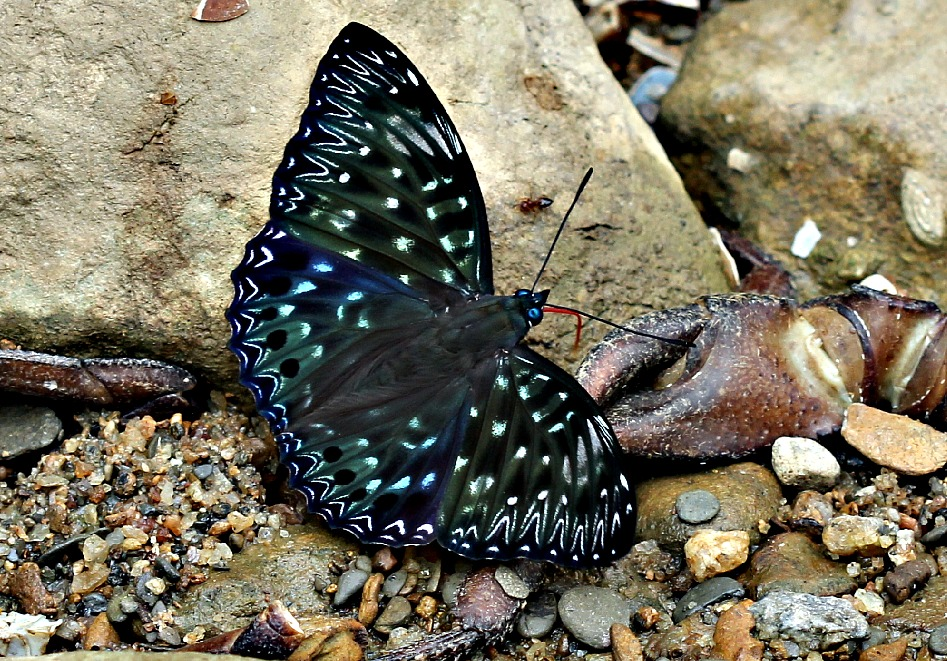
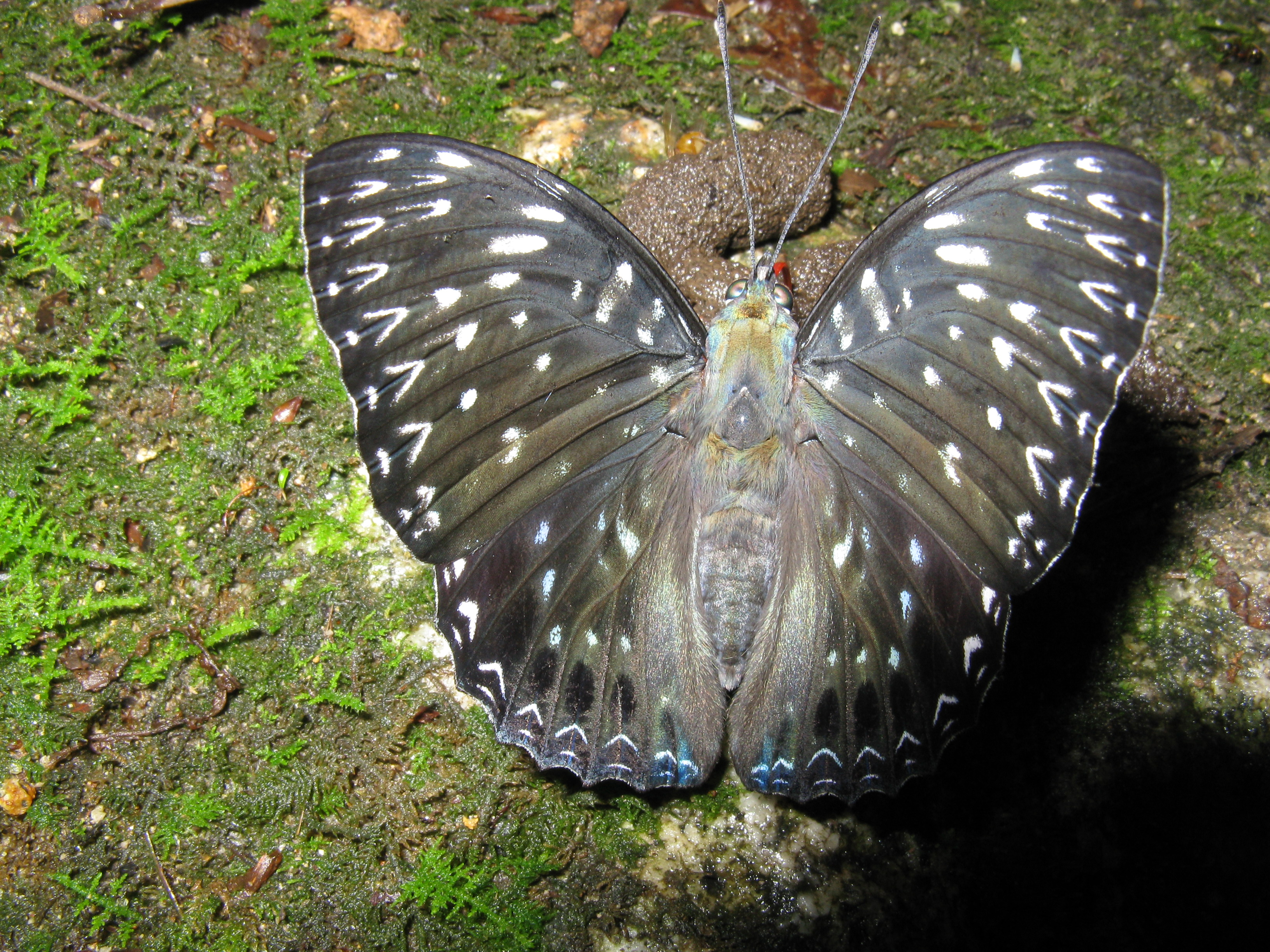